# Casuariidae
I Casuaridi (Casuariidae Kaup, 1847) sono una famiglia di uccelli dell'ordine Casuariiformes, che comprende un unico genere vivente, con 3 specie.

## Distribuzione e habitat
Australia e Nuova Guinea

## Tassonomia
- Genere Casuarius
  - Casuarius casuarius (Linnaeus, 1758) - casuario comune o australiano
  - Casuarius bennetti Gould, 1857 - casuario di Bennett o casuario nano
  - Casuarius unappendiculatus Blyth, 1860 - casuario settentrionale